# Epidendrum elephantotis
Epidendrum elephantotis är en orkidéart som beskrevs av Eric Hágsater och Luis M. Sánchez. Epidendrum elephantotis ingår i släktet Epidendrum och familjen orkidéer. Inga underarter finns listade i Catalogue of Life.